# Мальцева, Алла Александровна
Мальцева Алла Александровна (5 сентября 1968, Стерлитамак, Башкирия — 3 июля 2018, Новосибирск) — российский учёный, филолог, известный исследователь чукотско-камчатских языков, кандидат филологических наук.

## Биография
Алла Александровна Мальцева родилась 5 сентября 1968 году в Стерлитамаке Башкирской АССР. В 1983 году с семьёй переехала в посёлок Оссора Камчатской области, где она в 1985 году окончила среднюю школу. На Камчатке Алла Александровна познакомилась с чукотско-камчатскими языками, ставшими не только объектом её научной деятельности, но и одной из важнейших составляющих её жизни. Уже после отъезда с Камчатки, она продолжала возвращаться туда в экспедиции для сбора материала, установления и продолжения контактов с носителями этих языков. Многие из них стали не только её учителями и соратниками, но и искренними друзьями, которых Алла Александровна уважала и любила.
Скончалась 3 июля 2018 года после тяжёлой и продолжительной болезни (рак).

### Научная деятельность
1985 по 1990 год А. А. Мальцева обучалась на Гуманитарном факультете Новосибирского государственного университета, с 1990 по 1993 год — в аспирантуре Института филологии Сибирского отделения РАН под руководством доктора филологических наук, профессора М. И. Черемисиной. В 1993 году принята на работу в Институт филологии СО РАН, где прошла путь от младшего до ведущего научного сотрудника. А. А. Мальцева занималась исследованием чукотско-корякских языков, разрабатывала проблемы типологического и сопоставительного языкознания, языковых контактов и взаимодействий. В 1994 году защитила кандидатскую диссертацию на тему «Морфология глагола в алюторском языке: финитные формы (с применением методики порядкового членения)», г. Новосибирск. Уже эта работа была выполнена на таком высоком научном уровне, что вызывала искреннее восхищение у серьезных специалистов.
В 2015—2017 годах под руководством А. А. Мальцевой в рамках гранта Российского фонда фундаментальных исследований коллектив сотрудников сектора языков народов Сибири ИФЛ СО РАН разрабатывал тему: «Сложность языков сибирского ареала в диахронно-типологической перспективе» (проект № 15-04-00296 /15а). По результатам работы подготовлена рукопись монографии, в которой рассматриваются параметры объективной сложности на разных уровнях языков тюркской, уральской и чукотско-корякской семей.
В июне 2018 года Российский фонд фундаментальных исследований поддержал проект издания коллективной монографии «Сложность языков сибирского ареала в диахронно-типологической перспективе» (ответственный редактор А. А. Мальцева. Новосибирск: Академическое издательство «Гео», 637 с.). Алла Александровна успела сдать монографию в издательство. Работать над рукописью, в которую вложено столько сил и таланта её редактора и вдохновителя, предстоит уже без него…
А. А. Мальцева руководила работой над кандидатскими диссертациями: Хертек А. Б. Значения локальных падежей в тувинском и хакасском языках (Институт филологии СО РАН, 2008 г.); Голованева Т. А. Жанровая обусловленность способов выражения референции (на материале корякского и алюторского языков) (Институт филологии СО РАН, 2012 г.).

### Преподавательская деятельность
С 1997 г. Алла Александровна по совместительству работала доцентом кафедры общего и русского языкознания гуманитарного факультета Новосибирского государственного университета. К любой работе — в том числе и к преподавательской — она относилась в высшей степени ответственно и с полной отдачей.
А. А. Мальцева преподавала дисциплины: «Общее языкознание»: лекции и семинары (отделение «Русский язык и литература», ГФ), «История лингвистических учений» (отделение «Русский языка и литература», ГФ), «История и методология филологии»: лекции и семинары (магистратура ГФ), Спецкурс «Чукотско-камчатские языки». А. А. Мальцевой подготовлены и изданы учебно-методические труды: Введение в языкознание. Программа курса для спец. 0217 — Русский язык и литература. Новосибирск: НГУ, 2000. 23 с. (совм. с Т. А. Колосовой); История лингвистических учений. Программа курса. Новосибирск: НГУ, 2007. 57 с.; История лингвистических учений. Программа курса. 2-е изд. Новосибирск: НГУ, 2010. 67 с.
Руководила дипломными проектами, выполненными на материале чукотского, тувинского и хакасского языков.

## Семья
Была замужем, есть сын.

## Список публикаций

### Монографии
1. Морфология глагола в алюторском языке. Новосибирск: Сибирский хронограф, 1998. 250 с.
2. Пути формирования лингвистического ландшафта Сибири. Новосибирск, 2005. Разделы: О формировании лингвистического ландшафта Сибири (в соавт. с Н. Н. Широбоковой, Н. Б. Кошкаревой, И. Я. Селютиной). С. 3-7. Грамматические средства выражения пространственных отношений (на материале чукотско-корякских языков). С. 42-74.
3. Мальцева А. А. Глагольные отрицательные конструкции в корякском языке. Новосибирск: НГУ, 2014 (5 а.л., тираж 300 экз.).
4. Голованева Т. А., Мальцева А. А. Голоса корякской культуры: Лилия Аймык. — Новосибирск: Гео, 2015. — 172 с.
5. Сложность языков сибирского ареала в диахронно-типологической перспективе (Ответственный редактор А. А. Мальцева. Новосибирск: Академическое издательство «Гео», 637 с.)

## Источник
1. Мальцева Алла Александровна: Краткая научная биография